# Église Saint-Ildefonse de Tolède

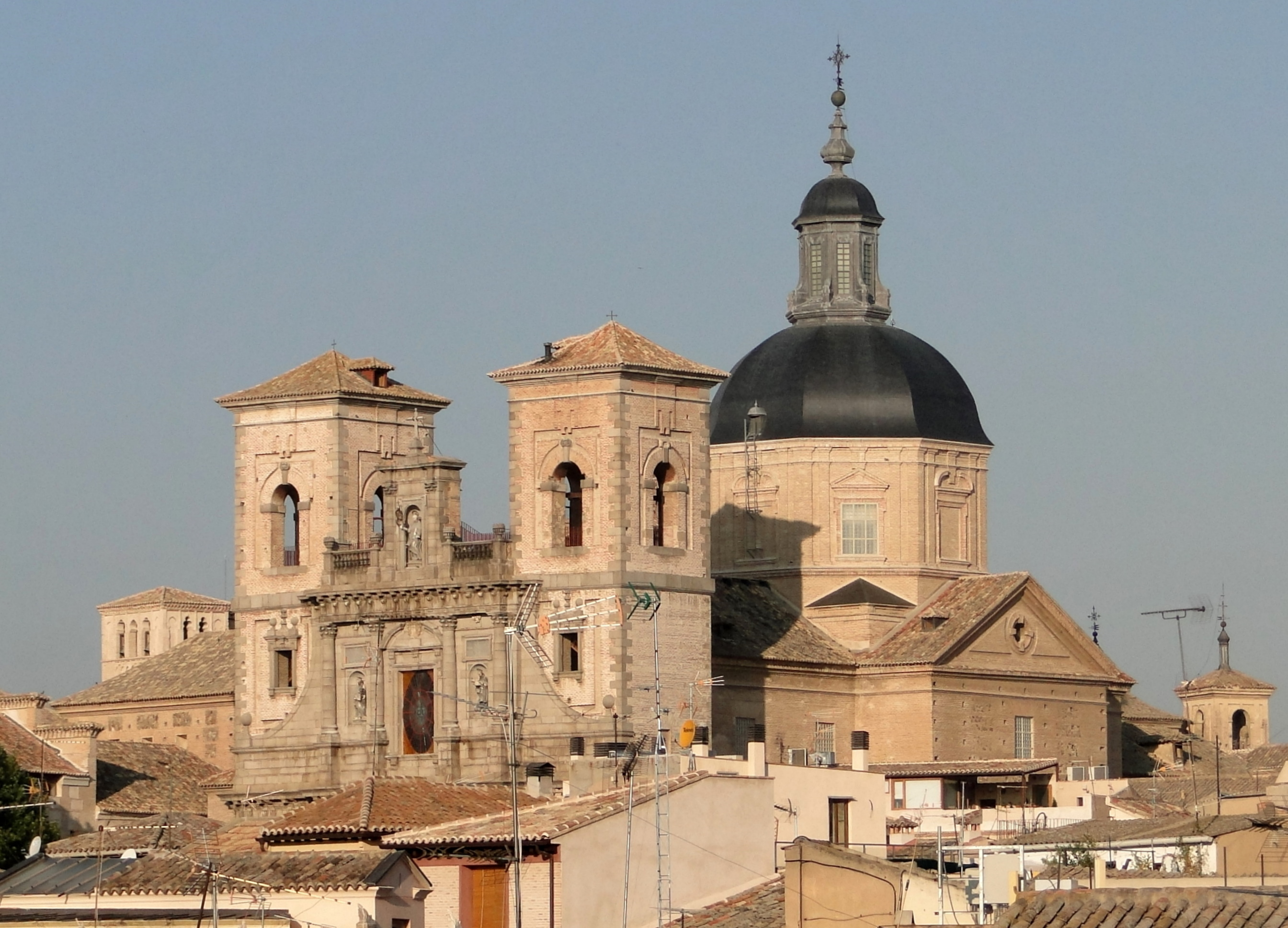
Église jésuite de Saint-Ildefonse, à Tolède.

L'église Saint-Ildefonse (espagnol : iglesia de San Ildefonso) est un édifice religieux catholique sis au centre de l'ancienne capitale espagnole Tolède et a été fondée par l'ordre des Jésuites, le principal artisan de la Réforme catholique du XVIe siècle, en Europe. Tolède est considérée comme le lieu de naissance de saint Ildefonse, qui y occupa la charge d'archevêque de 657 à 667.

## Histoire
Dès 1569, la Compagnie de Jésus avait acquis un terrain à Tolède, pour y édifier une nouvelle église. La ville était alors la capitale du royaume d'Espagne. Cependant, le début des travaux de construction fut retardé jusqu'en 1629 et peu de temps après, l'architecte responsable Pedro Sánchez mourut. Il fut remplacé en 1633 par Francisco Bautista, qui travaillait encore sur des parties de la façade. La façade revêtue de pierre naturelle et les deux tours ouest en brique ne sont achevées qu'en 1669.
L'église, bien qu'encore inachevée, fut consacrée en 1718 : elle fut achevée en 1765. Deux ans plus tard, les Jésuites furent expulsés d'Espagne (abolition de l'ordre des jésuites). L'église fut restaurée dans les années 1990.

## Architecture

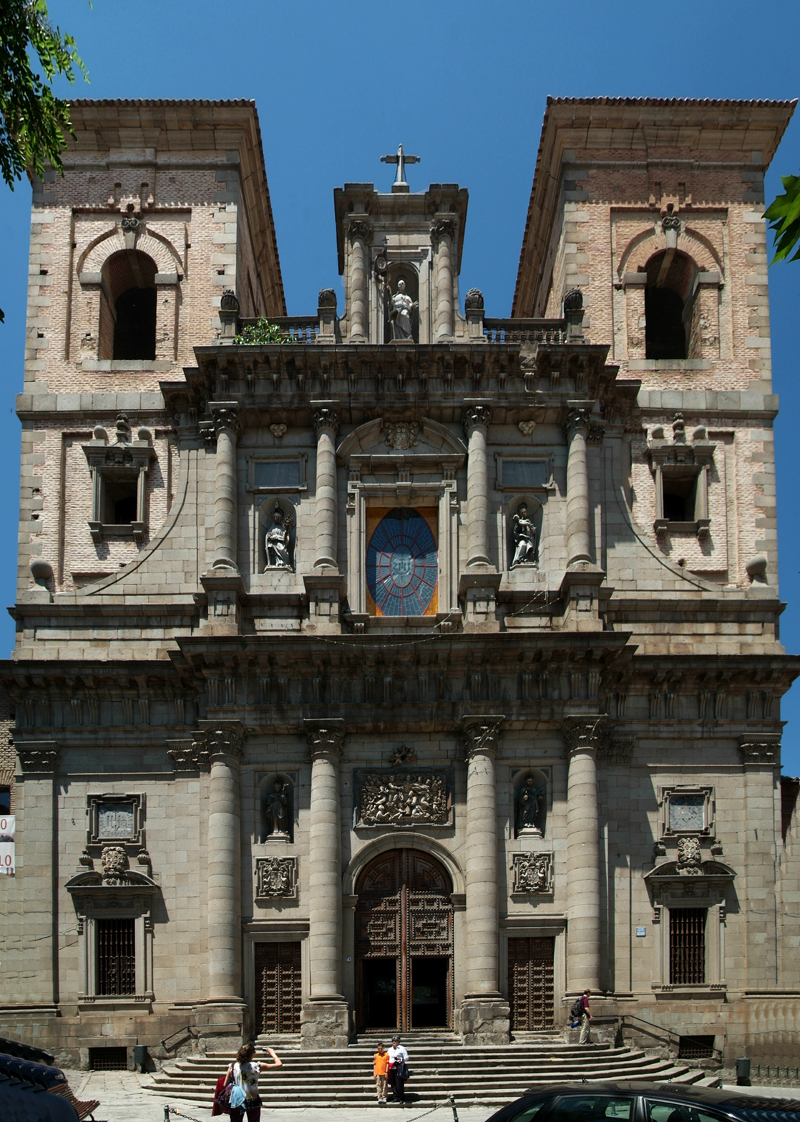
façade

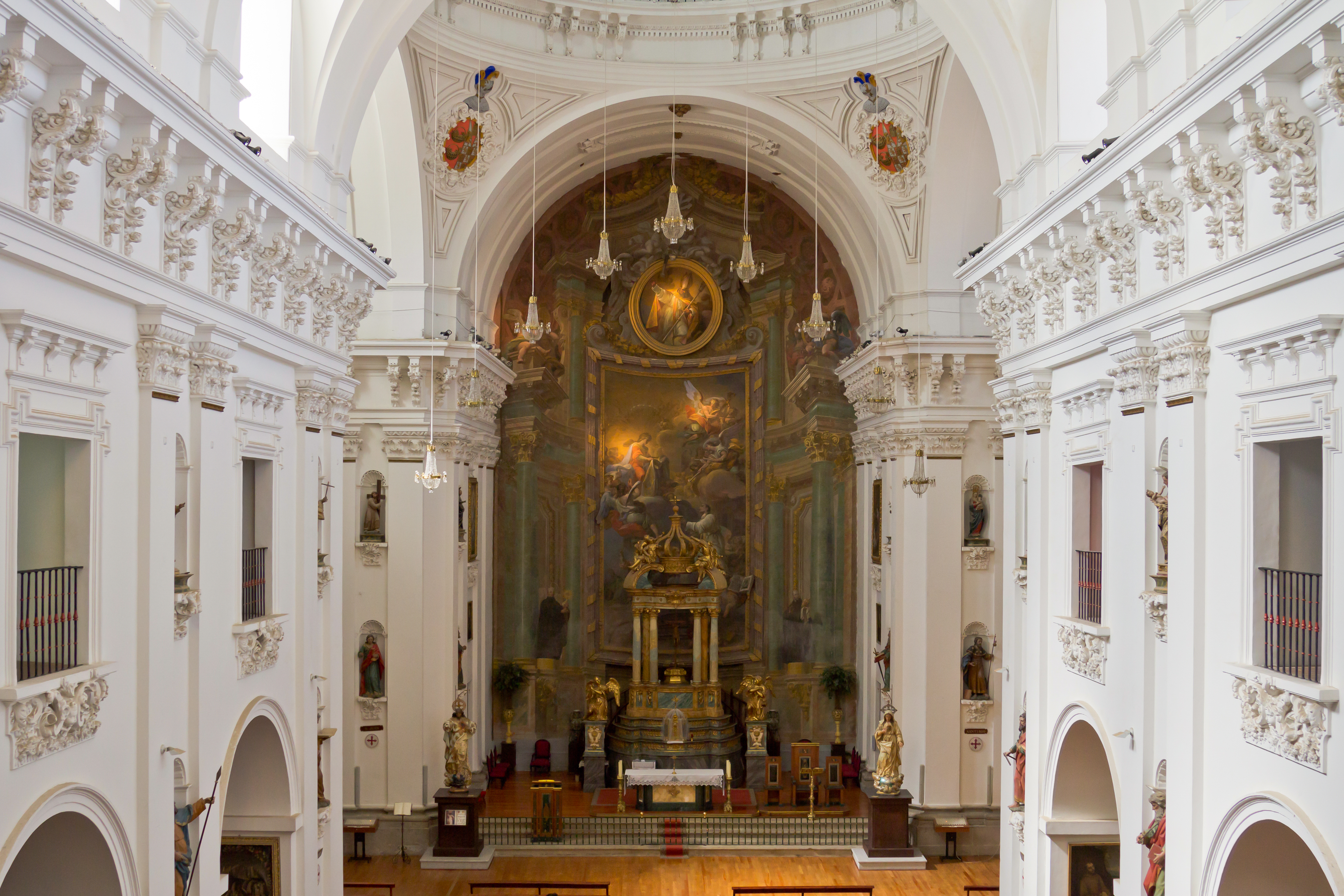
Intérieur de l'église

### Matériaux
L'ensemble du bâtiment de l'église est - comme les premiers bâtiments d'églises à Tolède - en briques ; seule la façade est constituée de pierres naturelles taillées avec précision. L'intérieur de l'église est entièrement recouvert ou conçu en stuc.

### Disposition
Le plan de l'église correspond à celui d'une croix latine. Ainsi, comme l'église première de l'ordre des jésuites le Gesù à Rome (1568-1584), elle jouxte l'architecture de l'église pré-Réforme[pas clair].

### Façade
Bien qu'il existe certaines similitudes avec l'église mère romaine, la façade à deux étages de Saint-Ildefonse est beaucoup plus plastique et décorative - les huit piliers disposés sur deux niveaux et le plus grand nombre de niches et de champs en relief y contribuent. Au lieu du pignon triangulaire romain, il y a un sommet de niche, accompagné de balustrades latérales, avec une figure du fondateur de l'ordre Ignace de Loyola. Les deux tours sont remarquables et difficilement concevables dans l'architecture romane de l'époque. Elles se développent - dans l'ensemble harmonieusement - des deux côtés inférieurs de la façade, mais paraissent en quelque sorte étranges et incomplètes en raison de leur construction en briques.

### Intérieur
La nef voûtée de l'église est flanquée de huit chapelles latérales avec un balcon au-dessus. Il est conservé dans un ensemble blanc clair et est structuré par des pilastres entre lesquels se trouvent des niches avec des personnages. Au-dessus, une frise de console en stuc baroque richement conçue fait saillie dans la pièce. 

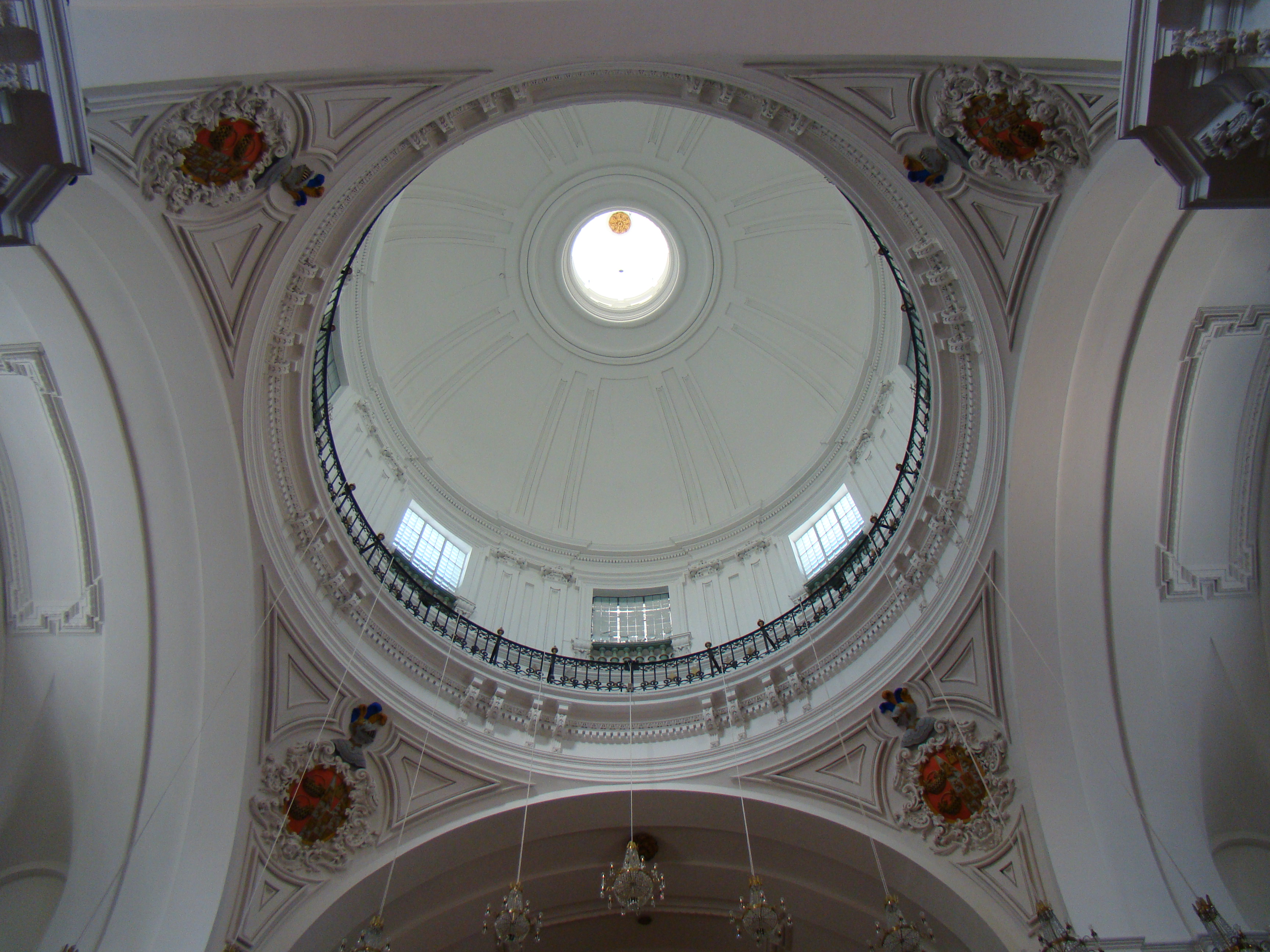
Dôme traversant
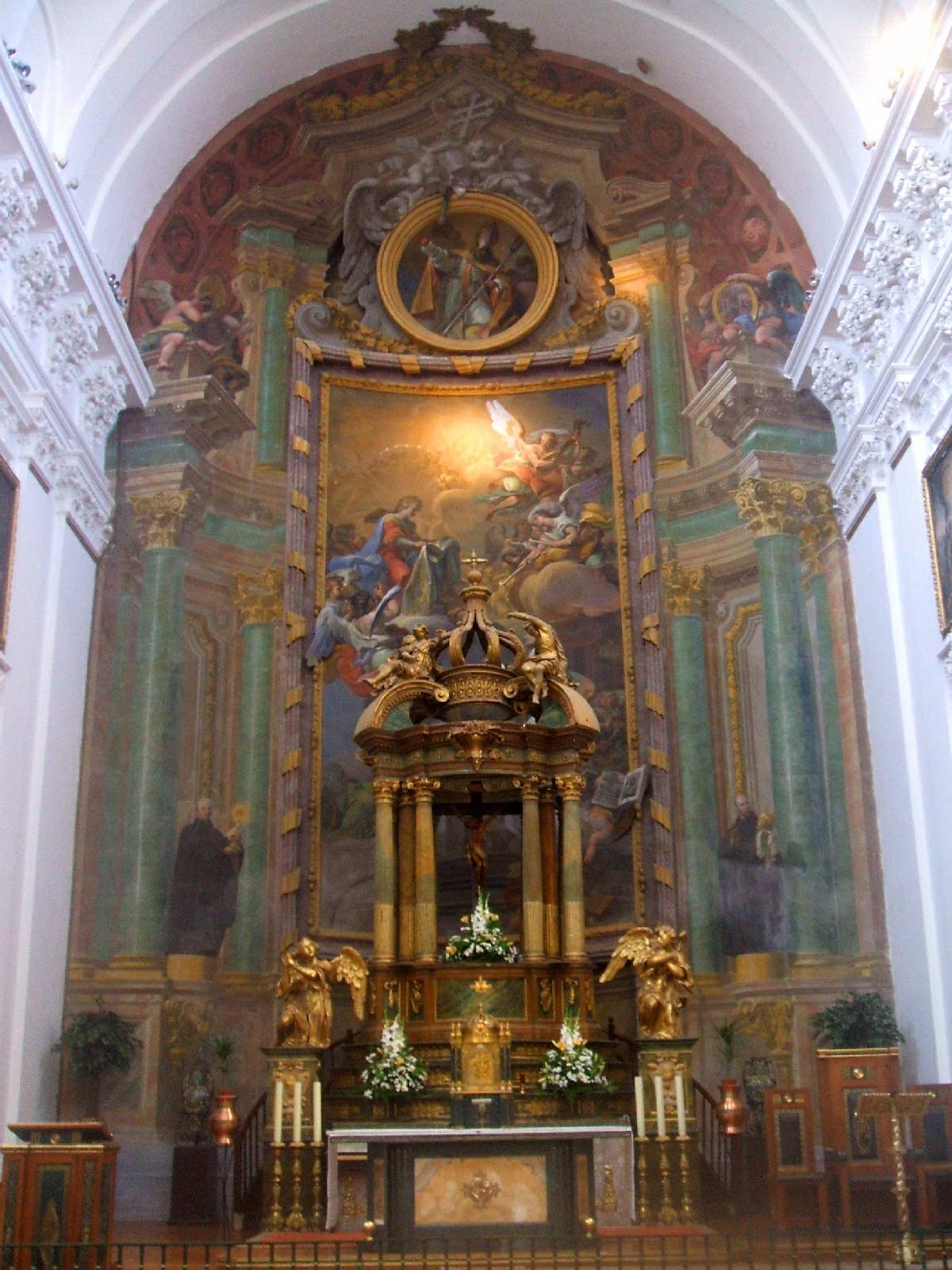
Abside centrale
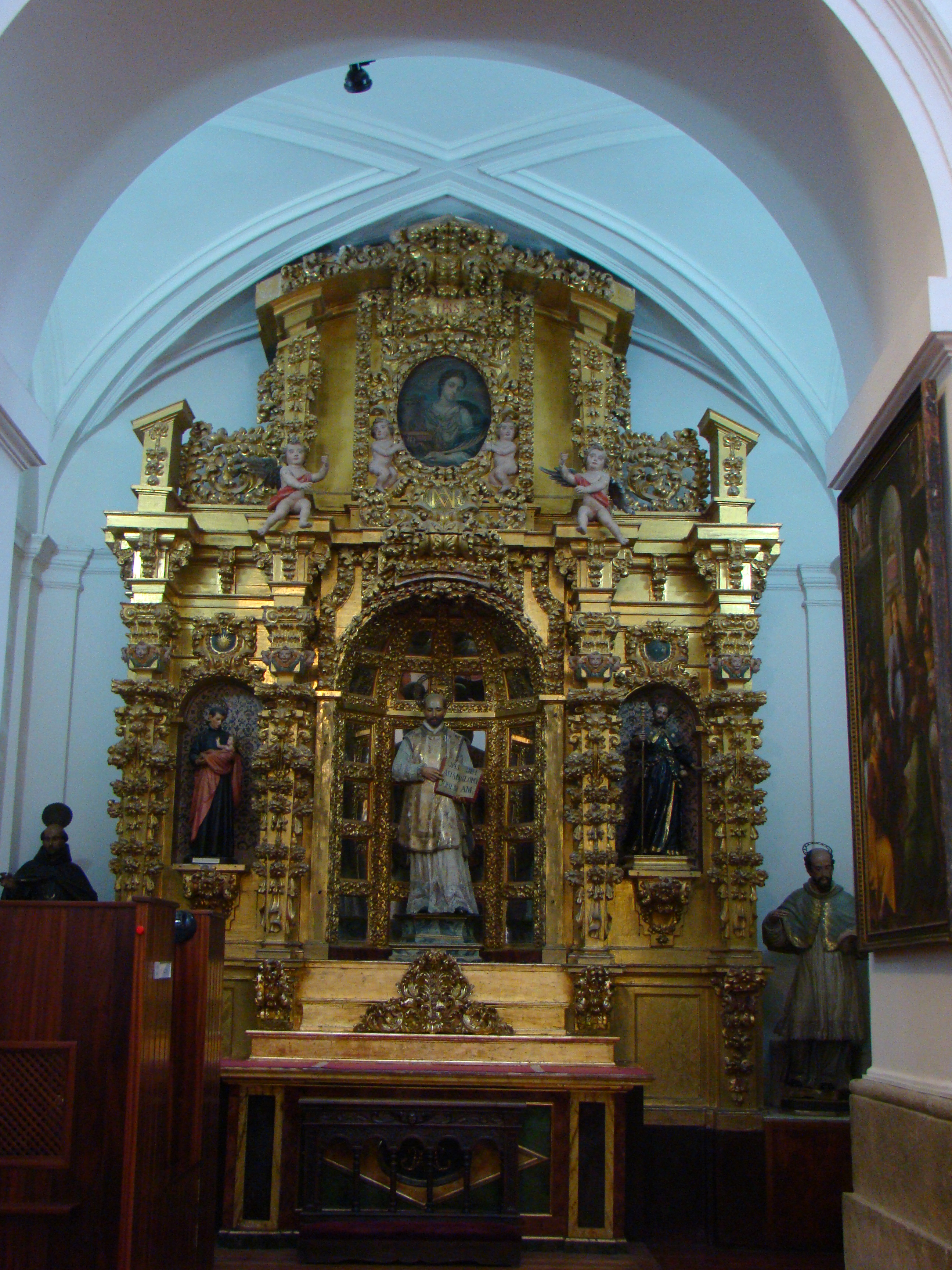
Retable dans une chapelle latérale
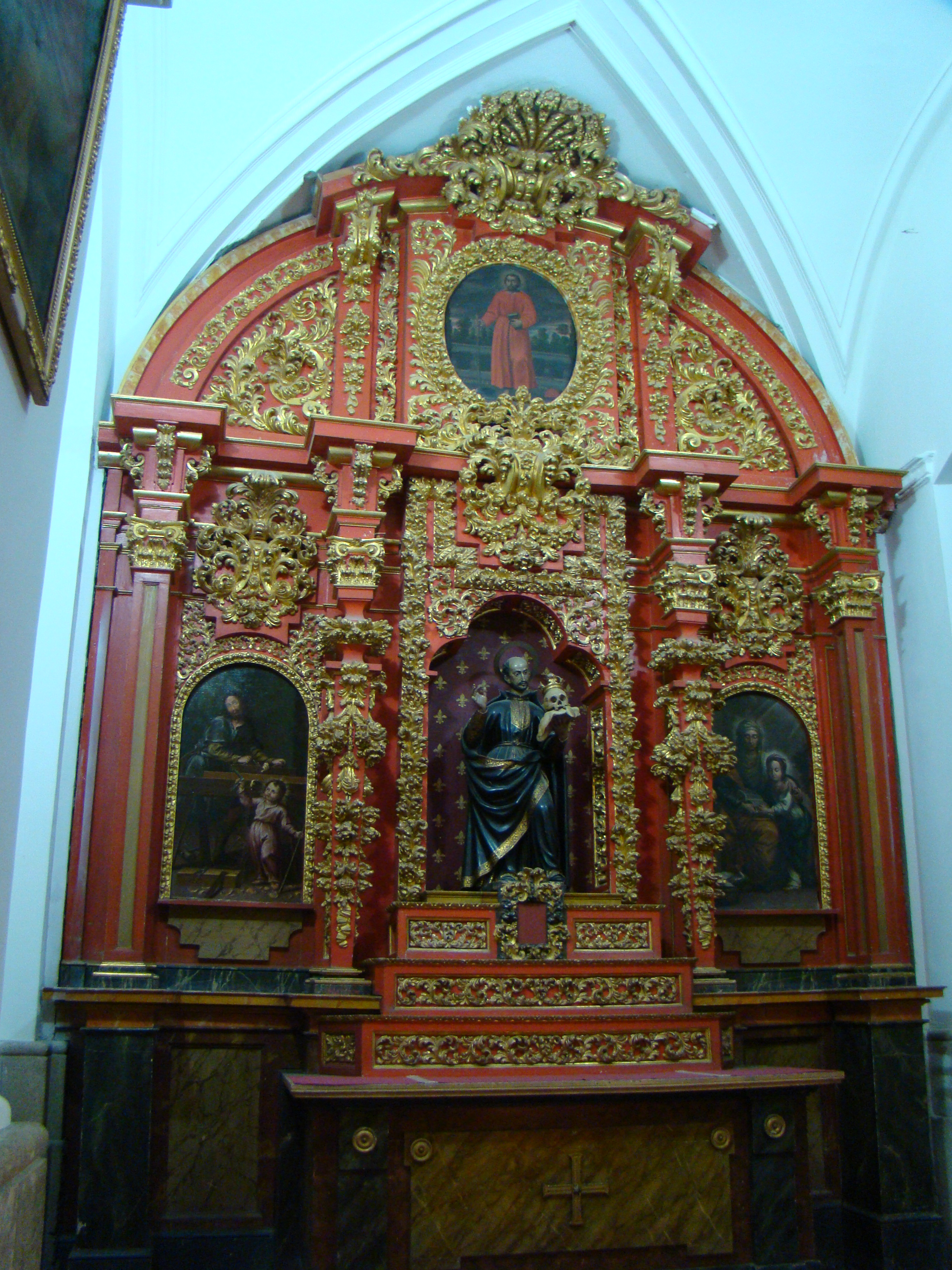
Retable dans une chapelle latérale

## Liens web
- Iglesia San Ildefonso, Tolède - plan d'étage, photos + informations (espagnol)
- Iglesia San Ildefonso, fresques de l'abside - photos + informations (espagnol)
- Iglesia San Ildefonso, cloches - photos + informations (espagnol)